# Point Grey Pictures
Point Gray (PGP) es una productora de cine y televisión estadounidense, fundada en 2011 por Seth Rogen y Evan Goldberg. El nombre de la empresa proviene de la escuela secundaria Point Grey de Vancouver, donde se conocieron Rogen y Goldberg.

## Historia
Fundada por Seth Rogen y Evan Goldberg el 12 de febrero de 2011, la empresa lleva el nombre de la escuela secundaria Point Grey de Vancouver, donde se conocieron Rogen y Goldberg.  El 24 de septiembre de 2013, produjo su primera película animada Sausage Party.  El 6 de febrero de 2014, la empresa desarrolló su primer proyecto televisivo Preacher en AMC.  El 5 de marzo de 2014, la empresa firmó un pacto con el estudio de cine Good Universe para desarrollar películas de comedia. 
En 2018, el dúo estuvo en conversaciones con el estudio de cine Lionsgate.  Las conversaciones finalizaron el año siguiente. 

## Filmografía
| Fecha de lanzamiento     | Título                                      | Coproducción con                                                                                | Distribuido por                                                 |
| ------------------------ | ------------------------------------------- | ----------------------------------------------------------------------------------------------- | --------------------------------------------------------------- |
| 30 de septiembre de 2011 | 50/50                                       | Mandate Pictures                                                                                | Summit Entertainment (Estados Unidos) Lionsgate (Internacional) |
| 12 de junio de 2013      | This Is the End                             | Columbia Pictures Mandate Pictures                                                              | Sony Pictures Releasing                                         |
| 9 de mayo de 2014        | Neighbors                                   | Good Universe                                                                                   | Universal Pictures                                              |
| 25 de diciembre de 2014  | The Interview                               | Columbia Pictures LStar Capital                                                                 | Sony Pictures Releasing                                         |
| 20 de noviembre de 2015  | The Night Before                            | Columbia Pictures Good Universe                                                                 | Sony Pictures Releasing                                         |
| 20 de mayo de 2016       | Neighbors 2: Sorority Rising                | Good Universe Perfect World Pictures                                                            | Universal Pictures                                              |
| 12 de agosto de 2016     | Sausage Party                               | Columbia Pictures Annapurna Pictures Nitrogen Studios                                           | Sony Pictures Releasing                                         |
| 1 de diciembre de 2017   | The Disaster Artist                         | New Line Cinema Good Universe Rabbit Bandini Productions RatPac-Dune Entertainment Ramona Films | A24 (Norteamérica) Warner Bros. Pictures (Internacional)        |
| 23 de marzo de 2018      | Game Over, Man!                             | Scott Rudin Productions Mail Order Company                                                      | Netflix                                                         |
| 6 de abril de 2018       | Blockers                                    | DMG Entertainment Good Universe Hurwitz & Schlossberg Productions                               | Universal Pictures                                              |
| 3 de mayo de 2019        | Long Shot                                   | Summit Entertainment Good Universe Denver and Delilah Productions                               | Lionsgate                                                       |
| 16 de agosto de 2019     | Good Boys                                   | Good Universe Quantity Entertainment                                                            | Universal Pictures                                              |
| 6 de agosto de 2020      | An American Pickle                          | Sony Pictures Warner Max                                                                        | HBO Max (Estados Unidos) Warner Bros. Pictures (Internacional)  |
| 7 de julio de 2023       | Joy Ride                                    | Red Mysterious Hippo                                                                            | Lionsgate                                                       |
| 21 de julio de 2023      | Cobweb                                      | Vertigo Entertainment                                                                           | Lionsgate                                                       |
| 2 de agosto de 2023      | Teenage Mutant Ninja Turtles: Mutant Mayhem | Nickelodeon Movies                                                                              | Paramount Pictures                                              |
| 26 de enero de 2024      | Miller's Girl                               | Good Universe                                                                                   | Lionsgate                                                       |

### Próximo
| Fecha de lanzamiento     | Título                                                            | Coproducción con                                                       | Distribuido por                                                            |
| ------------------------ | ----------------------------------------------------------------- | ---------------------------------------------------------------------- | -------------------------------------------------------------------------- |
| 17 de septiembre de 2027 | Secuela sin título de Teenage Mutant Ninja Turtles: Mutant Mayhem | Nickelodeon Movies                                                     | Paramount Pictures                                                         |
| TBA                      | The Something                                                     | Good Universe                                                          | Universal Pictures                                                         |
| TBA                      | Where's Waldo?                                                    | Metro-Goldwyn-Mayer DreamWorks Classics                                | Metro-Goldwyn-Mayer (Estados Unidos) Warner Bros. Pictures (Internacional) |
| TBA                      | Black and White                                                   | Stoller Global Solutions HartBeat Productions                          | Paramount Pictures                                                         |
| TBA                      | Memetic                                                           | Boom! Studios                                                          | Lionsgate                                                                  |
| TBA                      | Video Nasty                                                       | Stampede Ventures                                                      | Lionsgate                                                                  |
| TBA                      | Invincible                                                        | Skybound Entertainment                                                 | Universal Pictures                                                         |
| TBA                      | 79ers                                                             | Gary Sanchez Productions                                               | Lionsgate                                                                  |
| TBA                      | Tangles                                                           | Monarch Media Giant Ant                                                | Lylas Pictures                                                             |
| TBA                      | Chippendales                                                      | 20th Century Studios Regency Enterprises Bold Films Permut Productions | Walt Disney Studios Motion Pictures                                        |
| TBA                      | Untitled Figment film                                             | Walt Disney Pictures 3 Arts Entertainment                              | Walt Disney Studios Motion Pictures                                        |

## Documentales
| Fecha de lanzamiento     | Título       | Coproducción con                            | Distribuido por |
| ------------------------ | ------------ | ------------------------------------------- | --------------- |
| 23 de septiembre de 2020 | Console Wars | Legendary Televisión CBS Television Studios | CBS All Access  |

## Series de televisión

### Liberado
| Años          | Título                        | Compañías de producción | Red         | Estado de la serie                 |
| ------------- | ----------------------------- | --- | ----------- | ---------------------------------- |
| 2016-19       | Preacher                      | Sony Pictures Television AMC Studios Woodbridge Productions KFL Nightsky Productions Short Drive Entertainment Original Film Kickstart Productions | AMC         | Concluido después de 4 temporadas. |
| 2017-20       | Future Man                    | Sony Pictures Television Matt Tolmach Productions Turkeyfoot Productions                                                                           | Hulu        | Concluido después de 3 temporadas  |
| 2019-21       | Black Monday                  | Sony Pictures Television Showtime Networks Jordan Productions Shark vs. Bear                                                                       | Showtime    | Cancelado después de 3 temporadas  |
| 2019-presente | The Boys                      | Sony Pictures Television Amazon Studios Kripke Enterprises Original Film Kickstart Entertainment KFL Nightsky Productions                          | Prime Video | Renovado para la temporada 4.      |
| 2021-presente | Invencible                    | Skybound North Wind Sun Sky Entertainment Amazon Studios                                                                                           | Prime Video | Renovado para la temporada 3       |
| 2021          | Santa Inc.                    | Rushfield Productions oh us. Stoopid Buddy Stoodios Lionsgate Television                                                                           | HBO Max     | Miniseries                         |
| 2022          | Pam & Tommy                   | Annapurna Television Limelight Ramona Films | Hulu        | Miniseries                         |
| 2022          | The Boys presenta: Diabolical | Sony Pictures Television Amazon Studios Titmouse, Inc. Kripke Enterprises Original Film                                                            | Prime Video | Concluido después de 1 temporada   |
| 2023          | Paul T. Goldman               | Annapurna Television Caviar Swindle Lionsgate Television                                                                                           | Peacock     | Miniserie documental               |
| 2023-presente | Gen V                         | Sony Pictures Television Amazon Studios Kripke Enterprises Original Film Fazekas & Butters Kickstart Entertainment KFL Nightsky Productions        | Prime Video | Renovado para la temporada 2       |

### En desarrollo
| Años | Título                                    | Compañías de producción                                                      | Red                | Estado de la serie |
| ---- | ----------------------------------------- | ---------------------------------------------------------------------------- | ------------------ | ------------------ |
| 2024 | Tales of the Teenage Mutant Ninja Turtles | Nickelodeon Animation Studio                                                 | Paramount+         | Orden de serie     |
| 2024 | Sausage Party: Foodtopia                  | Sony Pictures Television Amazon MGM Studios Annapurna Television             | Amazon Prime Video | Orden de serie     |
| TBA  | Untitled The Boys Mexico spin-off         | Kripke Enterprises Original Film Amazon MGM Studios Sony Pictures Television | Amazon Prime Video | En desarrollo      |
| TBA  | Fear Agent                                | Sony Pictures Television Amazon MGM Studios Matt Tolmach Productions         | Amazon Prime Video | En desarrollo      |
| TBA  | Console Wars                              | Flying Penguin Pictures Legendary Television Scott Rudin Productions         | Paramount+         | En desarrollo      |
| TBA  | Untitled showbiz comedy project           | Lionsgate Television                                                         | Apple TV+          | En desarrollo      |
| TBA  | Darkwing Duck                             | Disney Television Animation                                                  | Disney+            | En desarrollo      |
| TBA  | TaleSpin                                  | Disney Television Animation                                                  | Disney+            | En desarrollo      |

## Recepción de la crítica
| Película                                    | Metacritic | Rotten Tomatoes | Referencias   |
| ------------------------------------------- | ---------- | --------------- | ------------- |
| 50/50                                       | 72         | 94%             | [ 30 ] [ 31 ] |
| This Is the End                             | 67         | 83%             | [ 32 ] [ 33 ] |
| Neighbors                                   | 68         | 73%             | [ 34 ] [ 35 ] |
| The Interview                               | 52         | 51%             | [ 36 ] [ 37 ] |
| The Night Before                            | 58         | 65%             | [ 38 ] [ 39 ] |
| Neighbors 2: Sorority Rising                | 58         | 62%             |               |
| Sausage Party                               | 66         | 82%             |               |
| The Disaster Artist                         | 82         | 95%             | [ 40 ]        |
| Game Over Man!                              | 32         | 20%             | [ 41 ]        |
| Blockers                                    | 69         | 83%             | [ 42 ]        |
| Long Shot                                   | 67         | 81%             |               |
| Good Boys                                   | 60         | 79%             |               |
| An American Pickle                          | 58         | 73%             |               |
| Joy Ride                                    | 74         | 91%             |               |
| Cobweb                                      | 50         | 59%             |               |
| Teenage Mutant Ninja Turtles: Mutant Mayhem | 74         | 96%             |               |
| Puntuación media                            | 62.9       | 74.19%          |               |

| Película                     | Presupuesto  | Recaudación Nacional | Recaudación Mundial | Referencia |
| ---------------------------- | ------------ | -------------------- | ------------------- | ---------- |
| 50/50                        | $8,000,000   | $35,014,192          | $39,187,783         | [ 43 ]     |
| This Is the End              | $32,000,000  | $101,470,202         | $126,041,322        | [ 44 ]     |
| Neighbors                    | $18,000,000  | $150,157,400         | $268,157,400        | [ 45 ]     |
| The Interview                | $44,000,000  | $6,105,175           | $11,305,175         | [ 46 ]     |
| The Night Before             | $25,000,000  | $43,047,372          | $52,395,996         | [ 47 ]     |
| Neighbors 2: Sorority Rising | $35,000,000  | $55,340,730          | $107,181,009        | [ 48 ]     |
| Sausage Party                | $19,000,000  | $97,670,358          | $140,753,274        | [ 49 ]     |
| The Disaster Artist          | $10,000,000  | $21,120,616          | $29,820,616         | [ 50 ]     |
| Game Over Man!               |              |                      |                     |            |
| Blockers                     | $21,000,000  | $59,630,490          | $91,230,490         | [ 51 ]     |
| Long Shot                    | $40,000,000  | $30,316,271          | $53,859,936         |            |
| Good Boys                    | $20,000,000  | $83,140,306          | $110,940,306        |            |
| Total                        | $212,000,000 | $488,805,429         | $745,021,959        |            |